# Randia lonicerioides
Randia lonicerioides är en måreväxtart som beskrevs av John Duncan Dwyer och David H. Lorence. Randia lonicerioides ingår i släktet Randia och familjen måreväxter. Inga underarter finns listade i Catalogue of Life.